# Не сдадим Черногорию
«Не сдадим Черногорию» (серб. Не дамо Црну Гору, черног. Ne damo Crnu Goru) — правоцентристская, проевропейская и просербская православная политическая организация в Черногории, которая стала влиятельным гражданским и политическим движением во время протестов против закона «О свободе вероисповедания и убеждений и правовом положении религиозных общин».
Была основна черногорскими профессорами и интеллектуалами в поддержку протестов, возглавляемых Сербской православной церковью, после того, как противоречивый закон о религии нацелился на правовой статус и собственность церкви. Основателем и первым председателем организации был профессор университета Здравко Кривокапич, возглавлявший основной список оппозиции «За будущее Черногории» на парламентских выборах 2020 года, которые привели к победе оппозиции и падению власти правящей Демократической партии социалистов Черногории (ДПС) в стране с момента введения многопартийной системы в 1990 году. В конечном итоге Здравко Криковапич был избран новым премьер-министром новым парламентским большинством, вступив в должность в декабре 2020 года. Тогда многие члены и учредители движения заняли лидирующие позиции в новом правительстве.

## История

### Основание организации
Организация была официально основана 12 июля 2020 года в Подгорице, в разгар политического кризиса в Черногории и открытого конфликта между Черногорско-Приморской митрополией и правительством, возглавляемым ДПС. После принятия спорного закона о статусе религиозных общин в Черногории поддерживала протесты и права Сербской православной церкви в Черногории. 
Была основана большой группой черногорских университетских профессоров, учёных, педагогов и интеллектуалов, включая профессоров университетов и членов правительства Черногории Здравко Кривокапича, Ратко Митровича и Весну Братич, профессора и нынешнего ректора Университета Черногории Владимира Божовича, дипломата Сречко Црногораца, профессора и бывший декана экономического факультета Университета Подгорицы Миливое Радовича, а также многих членов Матицы сербской и Черногорской академии наук и искусств во главе с академиком Игорем Журовичем.  Основание организации было также поддержано и инициировано Сербской православной церковью в Черногории, в том числе её предстоятелем Амфилохием, митрополитом Черногории. За короткое время организация организовала публичные мероприятия, в которых, в частности, приняли участие епископ Будимлянский и Никшичский Иоанникий (Мичович) и ректор Духовной семинарии в Цетине Гойко Перович. 
2 августа 2020 года Здравко Кривокапич подал в отставку с поста председателя организации после того, как занял позицию лидера объединённого списка оппозиции «За будущее Черногории». Его сменила председатель организации Весна Братич, также профессор Университета Черногории. .

### Парламентские выборы (2020)
К парламентским выборам в августе 2020 года организация при поддержке высокопоставленных церковных чиновников присоединилась к большой оппозиционной коалиции под названием «За будущее Черногории» вместе с двумя альянсами —Демократический фронт (Новая сербская демократия, Движение за перемены, Демократическая народная партия и Настоящая Черногория), Народное движение (Объединённая Черногория, Рабочая партия, независимая группа в парламенте, а также некоторые второстепенные правые партии, такие как Демократическая партия единства и Демократическая сербская партия) — и собралась вокруг белградского бизнесмена Миодрага Давидовича и Социалистической народной партии, которая не входила ни в один из альянсов, но поддерживала тесное сотрудничество с недавно сформированным альянсом Давидовича, с председателем организации Здравко Кривокапичем в качестве ведущего кандидата в списке и наиболее видного представителя во время избирательной кампании.
Выборы привели к победе оппозиционных партий и падению власти правящей ДПС, которая управляла страной в течение 30 лет с момента введения многопартийной системы в 1990 году, в то время как «Не сдадим Черногорию» и лидер основного списка оппозиции Здравко Кривокапич был избран новым премьер-министром Черногории новым парламентским большинством, объявив об отмене оспариваемого закона о религиозных общинах. Вскоре после публикации первых предварительных результатов выборов Кривокапич и его соратники отпраздновали победу на выборах в Соборе Подгорицы с митрополитом Амфилохием.  На следующий день после выборов Кривокапич вместе с лидерами двух других оппозиционных коалиций, центристами «Мир — наша нация» и левоцентрицами «По чёрному и белому» согласился сформировать экспертное правительство и продолжить работу над процессом присоединения к Европейскому союзу, а также определить основные цели: борьба с коррупцией, деполитизация государственных институтов после 30 лет правления ДПС, реформа избирательного законодательства, а также сокращение социальной поляризации черногорского общества. Коалициитакже приветствовали партии меньшинства боснийцев и албанцев и хотели сформировать с ними правительство. Сербские проправительственные таблоиды единогласно критиковали коалиционное соглашение между тремя новыми парламентскими мажоритарными списками за согласие не обсуждать изменения национальных символов Черногории, отказ от признания Косово или вывод страны из НАТО, в течение нового срока правительства, называя Кривокапича «премьер-министром Амфилохия». За короткий период времени после победы на выборах Кривокапич и организация «Не сдадим Черногорию» приобрели большую популярность среди электората, поэтому, согласно большинству опросов общественного мнения, Кривокапич был самый популярный политический лидер в стране, и, согласно гипотетическим оценкам NSPM за октябрь 2020 года, его партия, если бы она была основана, получила бы около 24,5 % народной поддержки на выборах, что сделало бы её крупнейшей политической силой в парламенте. В конечном итоге гипотетический опрос CeDem, проведённый в июне 2021 года, показал, что лишь 5-8 % избирателей поддержат такую партию на выборах.

### Дальнейшая деятельность
После политического раскола со своим кандидатом на пост премьер-министра Здравком Кривокапичем и после того, как он поставил под сомнение способность движения участвовать в его кабинете, лидеры Демократического фронта Андрия Мандич и Небойша Медоевич начали публично критиковать предполагаемое влияние Сербской православной церкви, а также бизнесмена Миодрага Давидовича о решениях Кривокапича и о составе его кабинета, который был поддержан в парламенте. Мандич утверждал, что Кривокапич был назначен главой списка «За будущее» после «давления и обусловливания электоральной поддержки» со стороны «части сербской церкви», обвинив часть церкви и Кривокапича в «действиях по чьему-то приказу из-за границы», в то время как Медоевич заявил, что епископ Иоанникий (Мичович) и священник Гойко Перович установили условия поддержки церкви и пригрозили исключить Кривокапича из избирательного списка за несколько дней до передачи избирательных списков на парламентских выборах 2020 года, что Перович категорически отрицал. Мандич прямо попросил Кривокапича «вернуть мандат и искать нового премьер-министра».  Необоснованные обвинения и публичные оскорбления были публично осуждены Сербской церковью, премьер-министром Здравко Кривокапичем, Миодрагом Давидовичем, а также партнёром ДФ по коалиции Социалистической народной партией. В знак протеста «Истинная Черногория» вышла из парламентской группы Демократического фронта.
С начала 2021 года, несмотря на то, что Здравко Кривокапич по-прежнему является независимым политиком, многие СМИ и оппозиционные субъекты, а также некоторые партии в парламентском большинстве обвиняли его и движение в аффилированности и работе в тесных отношениях с центристской Демократической Черногорией во главе с председателем парламента Алексой Бечичем, что сам Кривокапич неоднократно отрицал. В конце концов, местные отделения организации приняли участие в муниципальных выборах 2021 года в Никшиче, где набрали 23,2 % голосов, а в Герцег-Нови — 27,2 % голосов, как часть коалиции, собравшейся вокруг демократов Бечича, что привело к недовольству некоторых участников предвыборного списка 2020 года «За будущее», возглавляемого Здравко Кривокапичем, до раскола с ДФ в сентябре 2020 года.